# Departamento Silípica
Das Departamento Silípica liegt im Zentrum der Provinz Santiago del Estero im Nordwesten Argentiniens und ist mit 1.189 km² das flächenmäßig kleinste der insgesamt 27 Verwaltungseinheiten der Provinz. 
Es grenzt im Norden an das Departamento Capital, im Osten an das Departamento San Martín, im Süden an das Departamento Loreto und im Westen an das Departamento Choya. 
Die Hauptstadt des Departamento Silípica ist Árraga. Sie hat 903 Einwohner (2001, INDEC) und liegt 30 km von der Provinzhauptstadt Santiago del Estero entfernt.

## Städte und Gemeinden
Das Departamento Silípica ist in folgende Verwaltungseinheiten (Comisiones Municipales) aufgeteilt:
- Árraga (903 Einwohner)
- Nueva Francia (643 Einwohner)

Daneben gibt es noch folgende Siedlungen:
- Manogasta (182 Einwohner)
- Villa Silípica (99 Einwohner)

## Geschichte
Es wird angenommen, dass der Name Silípica von einem Indianerstamm namens „Silypicas“ abgeleitet wurde. Silípica lag in der Kolonialzeit auf dem Handelsweg von Potosí nach Buenos Aires und bildete eine der vielen Post- und Raststätten auf dem Wege.

## Wirtschaft
In der Viehwirtschaft betreibt man die Aufzucht von Rindern, Ziegen, Maultieren und Stuten. In der Landwirtschaft werden Melone, Wassermelone, Tomate, Süßkartoffel, Kürbis, Weizen und Baumwolle angebaut.